# Tyrel Dodson
Tyler Dodson (Franklin, 25 giugno 1998) è un giocatore di football americano statunitense che milita nel ruolo di linebacker per i Miami Dolphins della National Football League (NFL).

## Carriera

### Buffalo Bills
Dodson firmò con i Buffalo Bills dopo non essere stato scelto nel Draft NFL 2019. Dopo un incidente in Arizona in cui fu arrestato e accusato di violenza domestica, Dodson fu sospeso per sei partite. In seguito fu svincolato e rifirmò con la squadra di allenamento dei Bills alla fine della sospensione.
Dodson disputò la prima partita nella stagione regolare il 17 settembre 2020, nella vittoria per 27–17 sui New York Jets, subentrando al middle linebacker titolare Tremaine Edmunds, dopo che si infortunò alla spalla. Lo stesso Dodson si infortunò nel corso della partita. In quella gara mi a segno il suo primo sack ai danni di Sam Darnold. Con Edmunds fuori gioco la settimana successive contro i Miami Dolphins, Dodson dispute la sua prima gara come titolare. Fu inserito in lista infortunati il 24 ottobre 2020. Fu riattivato il 12 dicembre 2020.
Dodson disput 16 partite nel 2021, mettendo a segno 15 tackle. Il 10 febbraio 2022 firmò un nuovo contratto di un anno con i Bills.
Il 14 marzo 2023 Dodson firmò un nuovo contratto di un anno. Dopo l’addio di Edmunds compete per il ruolo di middle linebacker titolare, ma perse la sfida con Terrel Bernard, che saltò la maggior parte della pre-stagione. Malgrado ciò divenne titolare quando il linebacker All-Pro Matt Milano si infortunò per tutta la stagione. Dodson chiuse la stagione con 10 presenze come titolare e fino a quel momento il massimo in carriera per tempo in campo, con la maggior parte dei suoi snap che giunsero dalla difesa sulle corse. Il sito Pro Football Focus lo elesse giocatore più migliorato della stagione dei Bills con un punteggio di 89.5 (il secondo più alto tra tutti i linebacker della lega), a confronto di un punteggio di 48.4 nel 2022.

### Seattle Seahawks
Il 14 marzo 2024 Dodson firmò con i Seattle Seahawks Nel Monday Night Football del quarto turno contro i Detroit Lions mise a segno un nuovo primato personale di 10 placcaggi. L'11 novembre 2024, malgrado 71 tackle e l'essere partito come titolare in ogni gara della stagione fino a quel momento, fu svincolato.

### Miami Dolphins
Il giorno successivo Dodson firmò con i Miami Dolphins. Nel penultimo turno fu premiato come miglior difensore della AFC della settimana dopo avere messo a segno 15 placcaggi, un intercetto e un passaggio deviato nella vittoria sui Cleveland Browns.

## Palmarès
- Difensore della AFC della settimana: 1

17ª del 2024